# Список заслуженных тренеров России по кикбоксингу
Ниже приводится неполный список Заслуженных тренеров России по кикбоксингу. Звание присваивается с 1992 года.

## 1995
- Мельцер, Марк Ионович
- Саяпов, Ришат Салимович

## 1996
- Романов, Юрий Николаевич

## 1997
- Габдрахимов, Марат Миниаслямович
- Егоров, Василий Иванович
- Куприянов, Александр Аммосович
- Курдюмов, Анатолий Константинович
- Нилов, Эдуард Георгиевич
- Степурко, Андрей Викторович
- Филимонов, Юрий Ильич
- Шарафисламов, Фадис Салихьянович

## 1998
- Белобров, Александр Егорович
- Малышев, Александр Сергеевич
- Пестун, Игорь Фёдорович
- Тулиев, Виктор Петрович

## 2000
- Кочетов, Борис Петрович
- Пашков, Пётр Иванович
- Пушкарев, Валентин Петрович
- Ретюнских, Александр Иванович
- Чучунов, Афанасий Павлович

## 2001
- Амиров, Амир Сайпуллаевич
- Василевский, Андрей Михайлович
- Иванов, Владимир Давидович
- Ишков, Андрей Александрович
- Киселёв, Максим Владимирович
- Козлов, Владимир Николаевич
- Логуненков, Дмитрий Геннадьевич
- Морозов, Александр Геннадьевич
- Сакулин, Геннадий Семёнович
- Старовойт, Сергей Иванович

## 2002
- Андросюк, Сергей Васильевич
- Гисмеев, Алмаз Рафикович
- Козлов, Иван Константинович
- Новиков, Константин Юрьевич
- Туголуков, Сергей Геннадьевич
- Ярошевич, Игорь Николаевич

## 2003
- Афанасьев, Анатолий Иванович
- Борзов, Багаудин Бисултанович
- Дрогунов, Валерий Иванович
- Другин, Юрий Афанасьевич
- Кадурин, Владимир Викторович
- Карамхудоев, Феруз Назархудоевич
- Колигов, Валерий Дмитриевич
- Лазаренко, Владимир Григорьевич
- Лапаух, Вячеслав Михайлович
- Лоско, Александр Алексеевич
- Миткевич, Андрей Генрихович
- Плотников, Владимир Викторович
- Ханиев, Борис Косумович
- Чапанов, Руслан Эдельгиреевич

## 2004
- Бурцев, Владимир Эдуардович
- Головихин, Евгений Васильевич
- Магдеев, Игорь Рясимович
- Магомедов, Магомед Раджабкадиевич
- Украинцев, Вадим Владимирович

## 2005
- Дождиков, Сергей Николаевич
- Калачихин, Юрий Геннадьевич
- Подгорнов, Сергей Анатольевич
- Подрезов, Николай Александрович
- Савинов, Александр Викторович
- Суров, Валерий Георгиевич